# كريس هورنر
كريس هورنر (بالإنجليزية: Chris_Horner)‏ مواليد 23 أكتوبر 1971 في أوكيناوا، هو دراج أمريكي في صنف سباق الدراجات على الطريق. شارك في دورة الألعاب الأولمبية الصيفية.

## سجل النتائج

### سباقات أو مراحل فاز بها
- طواف إسبانيا
- طواف سويسرا

### المراكز
- حقق المركز الـ 4 في طواف كاليفورنيا 2010
- حقق المركز الـ 9 في سباق طواف فرنسا 2010
- حقق المركز الـ 2 في طواف إقليم الباسك 2011
- حقق المركز الـ 4 في فولتا كاتالونيا 2011
- حقق المركز الـ 2 في تيرينو ادرياتيكو 2012
- حقق المركز الـ 7 في طواف يوتا 2012
- حقق المركز الـ 8 في طواف كاليفورنيا 2012
- حقق المركز الـ 9 في طواف إقليم الباسك 2012
- حقق المركز الـ 2 في طواف يوتا 2013
- حقق المركز الـ 6 في تيرينو ادرياتيكو 2013

## روابط خارجية
- كريس هورنر على موقع الاتحاد الدولي للدراجات (الإنجليزية)
- كريس هورنر على موقع أرشيف الدراجات (الإنجليزية)
- كريس هورنر على موقع إحصائيات الدراجات الإحترافية (الإنجليزية)
- كريس هورنر على موقع نسبة الدراجات (الإنجليزية)
- كريس هورنر على موقع CycleBase (الإنجليزية)
- كريس هورنر على موقع أوليمبيديا (الإنجليزية)
- 2009 Rider Profile